# 光岡Nouera
Nouera（ヌエラ），或译作瑙拉，為光岡汽車所推出的仿古典作品車輛。車輛設計以捷豹汽車 XK150為藍本。

## 車輛歷史

### 車名語源
緬懷過往，從現代藝術表現出古典設計，去捕捉懷舊時代的新穎設計。因為，新時代以「新時代．新生MITSUOKA」作為打開序幕的表現。New Era【新時代】＝Nouveau（法語：新藝術樣式）＋Era（英語：時代）【時代】的新詞用表示。簡單的說，一邊靠強大的意志和意思，一邊柔軟的容易又美麗響徹的話留下記憶。

### 歷代車輛

#### Nouera（2004年—至今）
2004年4月，原創車輛「Nouera」（ヌエラ）開始發售。車輛以Honda Accord UA型為基礎，車身前後的車體鈑件曲線部份設計變更，充份彰顯復古豪華主義。

## 車輛諸元
- 引擎：K20A/1998cc/Single-4/DOHC i-VTEC／K24A/2354cc/Single-4/DOHC i-VTEC
- 最高馬力：114kw(155ps)/6000rpm／112kw(152ps)/6000rpm／147kw(200ps)/6800rpm
- 最大扭力：188N.m(19.2kg.m)/4500rpm／186N.m(19.0kg.m)/4500rpm／232N.m(23.7kg.m)/4500rpm
- 變速系統：U151E/5AT
- 傳動型式：FF／4WD
- 懸吊系統：？
- 煞車系統：四輪碟煞
- 車長：4860mm
- 車寬：1760mm
- 車高：1450mm(FF)／1470mm(4WD)
- 軸距：2670mm(FF)／2665(4WD)
- 車身最低點：150mm
- 車身重量：1390kg(20ST/FF)／1410kg(20ST/4WD)／1460kg(20LX/FF)／1470kg(24LX/4WD)／1480kg(24LX/FF)
- 輪胎尺寸：195/65-R15-91H（Front）、205/55-R16-89V（Rrear）
- 車輛售價：￥2,990,400(20ST)／3,286,500(20ST/4WD)／3,244,500(20LX)／3,412,500(24LX/4WD)／3,654,000(24LX)

## 相關車輛

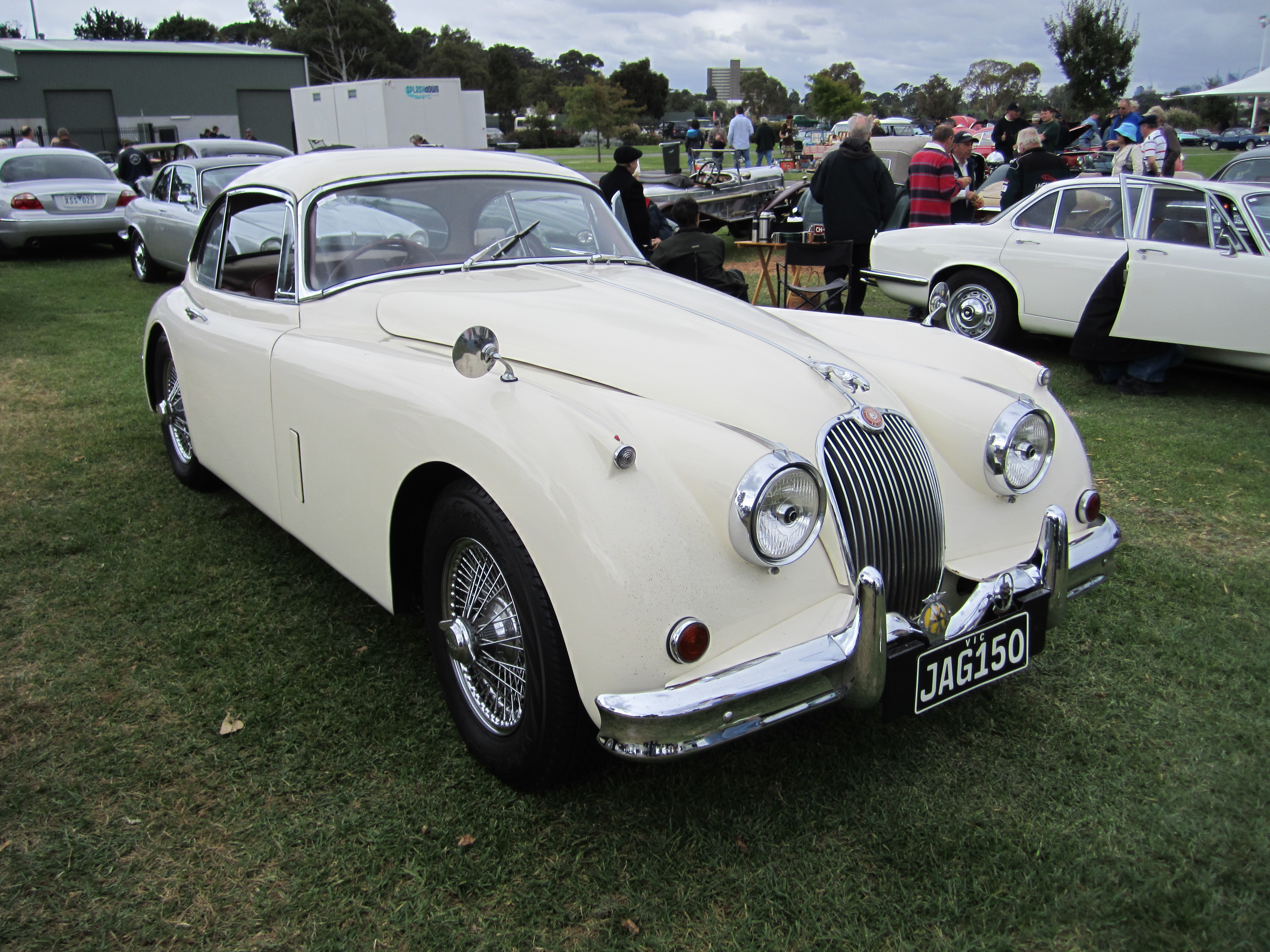
Jaguar XK150

### 原創車廠
1959年，Jaguar車廠所推出的XK150車輛，為原創經典。
- Jaguar XK150（1957年—1960年）

## 備註
1. ↑  Motor Presse Stuttgart (编). . 北京市: 中国市场出版社. 2007: 46. ISBN 9787509202050. OCLC 430248795.
2. ↑  光岡、ヌエラを一部改良して快適装備を標準化 （页面存档备份，存于），〈auto-g.jp〉
3. ↑  光岡自動車、プレミアムセダンのヌエラをマイチェン （页面存档备份，存于），〈auto-g.jp〉

## 外部連結
- 光岡自動車* （页面存档备份，存于）